# KKday
KKday（ケーケーデイ、酷遊天）は、旅行に関するアクティビティ・現地ツアーのオンライン予約を扱う、ウェブサイトおよびアプリ。
台湾・台北市に本社を置くKKday.com International Company Limited（酷遊天國際旅行社股份有限公司）が運営し、アジアの都市を中心にサービスを展開している。

## 沿革
台湾でeztravelなどの旅行スタートアップを手掛けてきた起業家の陳明明（Ming Chen）が、Yahoo!奇摩元代表の陳建銘（Frank Chen）らと共に、2014年5月に会社を設立、2015年1月にウェブサイトがオープンした。開設当初から日本および韓国を訪れる台湾人旅行者のためのプロモーションに注力、翌2016年2月には両国にオフィスを開設した。同年3月に台湾のベンチャーキャピタルから450万米ドルの資金を調達、12月にはシンガポールのベンチャーキャピタルから700万米ドルを得て、翌2017年にかけて東南アジア各国にオフィスを拡大した。
2018年2月、エイチ・アイ・エスと香港のベンチャーキャピタルから1,050万米ドルの資金を調達、11月にはLINEおよびアリババグループ系列の起業家ファンドからの資金調達を発表、アゴダやLINEトラベルjpとの提携もスタートした。日本政府の訪日外国人旅行振興政策に協力する形で、2019年8月、官民ファンドのクールジャパン機構から1,000万米ドルの資金を得た。さらに2020年には観光需要回復に向けた連携強化を図るべく、クールジャパン機構が主導し、台湾の国家発展基金管理会およびシンガポールのMonk’s Hill Venturesほか投資家によるシリーズCラウンドで資金を調達した。

## 日本におけるKKday
日本語ウェブサイトは2015年に開設された。日本法人「株式会社KKday Japan」（KKday Japan Co., Ltd.）は2016年2月に設立され、2017年1月のぐるなびとの提携など、日本を訪問する台湾や香港の旅行者を対象とするサービスの拡充を行っている。2017年10月、日本旅行業協会の正会員となった。2020年6月、既存のインバウンド事業資源を活かした日本人向け国内旅行商品を強化。2022年3月、日本支社長に大淵公晴が就任。
現在、東京（四谷）にオフィスを持つ。

## サービス内容
世界中の旅行者に、現地オプショナルツアーや観光スポットのチケット、鉄道・バスの割引チケットの購入、レストラン等飲食店の予約、Wi-FiやSIMカードの提供などのサービスが行われている。日本国内では、観光スポットのチケット、鉄道・バスの割引チケットの購入、飲食店やホテルの予約のほか、日帰りツアーの運行等を行う。
現在、 KKdayのプラットフォームでは世界92カ国550都市以上をカバーし、約300,000件を超える旅⾏商品を取り扱う。ただし、紹介されている旅行商品全てが購入可能なわけではなく、各国（言語）別で購入可能な旅行商品は異なっている。（国ごとの法規制、決済システム事情、対象者の限定等。一部商品は、その国の言語ページでしか予約できず、海外からの観光客は予約不可能な場合がある）
KKdayのウェブサイトおよびアプリでは、日本語や英語ガイドの有無、キャンセルの条件について、事前に確認することができ、口コミによるレビュー評価を行うことができる。なお、日本国内で決済処理が行われた取引については、日本の旅行業法に基づき、標準旅行業約款に準じた契約となる。